# 1608
1608 је била преступна година.

## Догађаји

### Мај
- 14. мај — Протестантска унија (позната и као Евангелистичка унија или Аухаузенска унија) је коалиција немачких протестантских држава, која је формирана Аухаусену, близу Нердлингена и створили су војни савез под водством Фридриха IV Палатинског, да би се одбранила права, поседи од утицаја католицизма.

### Јул
- 3. јул — Француски истраживач Самјуел де Шамплен основао је канадски град Квебек.

## Рођења

### Август
- 15. октобар — Еванђелиста Торичели (Evangelista Torricelli), италијански физичар и математичар. (†1647).